# Joseph Dessauer
Josef Dessauer  est un compositeur et pianiste autrichien né à Prague en royaume de Bohême, dans le royaume de Bohême, le 28 mai 1798 et mort à Mödling, près de Vienne, le 8 juillet 1876.
C'était un émule de Schubert.

## Biographie
Issu d'une famille juive très fortunée, Joseph Dessauer étudie le piano à Prague avec Friedrich Dionys Weber et la composition avec Wenzel Johann Tomaschek. Par la suite, il débute dans la carrière musicale comme compositeur de chansons populaires, allemandes ou italiennes, qui connaissent un succès notable, avant de devenir compositeur d'opéras, qui, pour la plupart, ne seront pas mis en scène.
Dès 1821, il s'établit à Vienne, mais il effectue tout au long de sa vie de nombreuses tournées sur le continent européen.
Il reste connu pour avoir été l'ami de nombreux compositeurs de son temps, en particulier  Rossini, Schubert, Berlioz, Mendelssohn, Liszt et Chopin qui lui a dédié plusieurs partitions majeures.
Au cours de son premier séjour à Paris, Wagner a écrit à sa demande un livret d'opéra intitulé "les mines de Falun". (mémoires de Wagner, édition Perrin pages 253 et 254).

## Œuvres

### Opéras
- Lidwinna (1836)
- Paquita (1851)
- Domingo (1860)
- Oberon (jamais représenté)

### Chansons
- Verschwiegenheit
- Das Gebet
- Wie Glücklich
- Am Strande
- Ich Denke Dein
- Das Zerbrochene Ringlein